# Хорошёвская (станция метро)
«Хорошёвская» — станция Московского метрополитена на Большой кольцевой линии. Связана пересадкой со станцией «Полежаевская» Таганско-Краснопресненской линии и наземной пересадкой со станцией «Хорошёво» Московского центрального кольца. Расположена в Хорошёвском районе (САО), по которому получила название. Открыта 26 февраля 2018 года в составе участка «Деловой центр» — «Петровский парк».

## История
Название станции было утверждено 24 июня 2008 года постановлением Правительства Москвы на основании предложения городской межведомственной комиссии по наименованию территориальных единиц, улиц и станций метрополитена.
По первоначальным планам, станция должна была открыться к 2015 году. В 2011 году появились планы открыть станцию в 2014 году, но через год дату открытия вновь перенесли на 2015 год. В октябре 2014 года стало известно, что дата пуска движения на участке «Петровский парк» — «Деловой центр» придётся на 2016 год. В августе 2015 года новым сроком открытия был назван 2017 год, в ноябре 2015 года — вновь 2016 год, однако строители столкнулись с большим объёмом работ и техническими сложностями, связанными с грунтовыми водами, поэтому открытие станции в очередной раз перенесли сначала на лето, потом на осень, затем на ноябрь, и наконец — на конец декабря 2017 года. В декабре 2017 года был назван новый срок — начало 2018 года.
ТПМК «Юлия» завершил[когда?] проходку правого перегонного тоннеля со стороны «Ходынского поля». Второй ТПМК «Натали» стартовал в сторону «Хорошёвской» в середине апреля 2013 года и вёл строительство левого перегонного тоннеля, завершив его проходку в августе 2015 года. ТПМК «Виктория» завершил[когда?] проходку левого перегонного тоннеля в сторону «Шелепихи». Проходка правого перегонного тоннеля велась с помощью ТПМК Robbins «София» и была закончена 25 сентября 2015 года.
В мае 2017 года был завершён монтаж эскалаторов.
8 сентября 2017 года первый поезд совершил обкатку путей на участке между станциями «Деловой центр» — «Петровский парк».
26 февраля 2018 года состоялось открытие в составе участка «Деловой центр» — «Петровский парк», после ввода в эксплуатацию которого в Московском метрополитене стало 212 станций. Рассчитывалось, что участок «Хорошёвская» — «ЦСКА» — «Петровский парк» позволит значительно разгрузить наземно-транспортное сообщение между Замоскворецкой и Таганско-Краснопресненской линиями Московского метрополитена.
С открытия станции и по 12 декабря 2020 года существовало прямое беспересадочное сообщение между Солнцевской и Большой кольцевой линиями. С 12 по 21 декабря 2020 года станция была закрыта для присоединения двух новых станций Большой кольцевой линии. С 22 декабря 2020 по 1 апреля 2021 станция была конечной для примерно половины поездов БКЛ, обеспечивая зонный оборот. После открытия 1 апреля 2021 года участка «Хорошёвская» — «Мнёвники» организовано вилочное движение: поезда, следующие со стороны станции «Савёловская», после «Хорошёвской» следуют либо до «Мнёвников» (маршрут 11; с 7 декабря 2021 — до «Каховской»), либо до «Делового центра» (маршрут 11А).

## Расположение и вестибюли
Станция «Хорошёвская» расположена параллельно станции «Полежаевская», к югу от неё. Станция находится в Хорошёвском районе, вдоль Хорошёвского шоссе, близ примыкания к шоссе улицы Куусинена и 4-й Магистральной улицы со стороны последней.
Станция имеет два подземных вестибюля. Восточный украшен композициями в духе работ Казимира Малевича и его последователей — Родченко, Поповой, Экстер; западный — в стиле конструктивистов — братьев Весниных, Гинзбурга, Голосова, Леонидова, Ладовского, Мельникова. Выходы из вестибюлей ведут на обе стороны Хорошёвского шоссе, к улице Куусинена и к 4-й Магистральной улице.
К концу 2020 года на базе станции должен был построен транспортно-пересадочный узел «Хорошёвская» площадью 70 тыс. м². Помимо двух станций метро, станции МЦК и технологических связей между ними в его составе будут находиться здания многофункционального и общественно-делового центра, перехватывающая и открытая плоскостная парковки, а также подземная парковка на 100 машиномест. Инвестором строительства ТПУ стала дочерняя компания АО «РЖД», начать строительство планировали в 2018 году.
18 октября 2019 года: Открыт западный подземный вестибюль станции.
Жители улиц Куусинена, Зорге и прилегающего района получили в шаговом доступе вход сразу на две линии метрополитена».заместитель мэра Москвы по вопросам градостроительной политики и строительства Марат Хуснуллин.

## Пересадки
С «Хорошёвской» можно осуществить пересадку на станцию  Полежаевская Таганско-Краснопресненской линии и пешеходный (около 800 метров) переход на станцию  Хорошёво Московского центрального кольца.

## Строительство
Генеральный проектировщик — Метрогипротранс. Генеральный подрядчик по строительству станции — «Ингеоком».

## Архитектура и оформление
Колонная трёхпролётная станция мелкого заложения. Расстояние между путями 18 м, длина посадочных платформ — 163 м, шаг колонн — 9 м, колонны 600×1000 мм, ширина платформы 12 м.

В мае 2017 года Архитектурный совет города Москвы утвердил дизайн-проект станции. Колонны и часть путевых стен станции облицованы фиолетовым мрамором, по цвету Таганско-Краснопресненской линии, на которую осуществляется пересадка. Пол и стены отделаны светло-серыми гранитом и мрамором. Потолок изготовлен из белых светоотражающих материалов. Дизайн станции исполнен в стиле авангард. Оформление восточного вестибюля художники Никита и Всеволод Медведевы посвятили супрематизму (К. С. Малевичу, А. М. Родченко, Л. С. Поповой, А. А. Экстер и др.), а западного — конструктивизму (А. А. Веснину, В. А. Веснину, М. Я. Гинзбургу, И. А. Голосову, И. И. Леонидову, Н. А. Ладовскому, К. С. Мельникову и др.).
Тема декоративно-художественного оформления «Хорошёвской» возникла не случайно. Мой отец сразу решил, что темой станут важнейшие течения XX века Конструктивизм и Супрематизм, ведь в Москве нет ни одной станции метро, посвящённой художникам и архитекторам. Уникальный русский авангард является символом русского искусства, открывшим безграничные возможности для творчества. Всеволод Медведев
Проект планировки предусматривает размещение у северо-восточного вестибюля станции помещений для отдыха локомотивных бригад и объектов коммерческой деятельности ГУП «Московский метрополитен».

## Путевое развитие
На станции два главных пути. К западу от станции расположен двухпутный оборотный тупик, использующийся для оборота и отстоя составов. За тупиками от обоих путей линии расположены камеры съездов в сторону станции «Народное Ополчение» БКЛ, открытие которой состоялось 1 апреля 2021 года. Таким образом, на «Хорошёвской» было организовано вилочное движение: поезда, прибывающие на станцию со стороны станции «ЦСКА», следовали либо далее по кольцу, либо по ответвлению до станции «Деловой центр».
С 22 июня 2024 года движение на участке «Хорошёвская» — «Деловой центр» прекращено из-за строительства Рублёво-Архангельской линии.
После открытия Рублёво-Архангельской линии этот участок перейдёт к ней..

## Наземный общественный транспорт
На этой станции можно пересесть на следующие маршруты городского пассажирского транспорта:
- Автобусы: м35, 48, 155, 294, 322, с339, 345, с364, 390, 391, 403, 597, 800, т21, т65, т86, н14

## Особенности проекта станции
При проектировании станции на ней предполагалась установка платформенных раздвижных дверей, от чего впоследствии было решено отказаться из соображений учёта пассажиропотока и интервала движения.

## Галерея
| - Западный вестибюль - Платформа и путь. Сергей Собянин беседует с работницами станции. Видна автомотриса СМДК-Мтр - Состояние западного выхода станций Полежаевская и Хорошёвская на 23 января 2019 года - Работы на западном выходе станций Полежаевская и Хорошёвская 7 февраля 2019 года |